# Двайт (Небраска)
Двайт (англ. Dwight) — селище (англ. village) в США, в окрузі Батлер штату Небраска. Населення — 229 осіб (2020).

## Географія
Двайт розташований за координатами 41°4′58″ пн. ш. 97°1′9″ зх. д. / 41.08278° пн. ш. 97.01917° зх. д. (41.082711, -97.019073).  За даними Бюро перепису населення США в 2010 році селище мало площу 0,64 км², уся площа — суходіл.

## Демографія
Згідно з переписом 2010 року, у селищі мешкали 204 особи в 94 домогосподарствах у складі 57 родин. Густота населення становила 321 особа/км².  Було 108 помешкань (170/км²).
Расовий склад населення:
| - 100,0 % — білих |

До двох чи більше рас належало 0,0 %. Частка іспаномовних становила 0,0 % від усіх жителів.
За віковим діапазоном населення розподілялося таким чином: 23,5 % — особи молодші 18 років, 57,9 % — особи у віці 18—64 років, 18,6 % — особи у віці 65 років та старші. Медіана віку мешканця становила 46,4 року. На 100 осіб жіночої статі у селищі припадало 83,8 чоловіків;  на 100 жінок у віці від 18 років та старших — 81,4 чоловіків також старших 18 років.
Середній дохід на одне домашнє господарство  становив 60 850 доларів США (медіана — 44 167), а середній дохід на одну сім'ю — 89 018 доларів (медіана — 70 000). За межею бідності перебувало 10,7 % осіб, у тому числі 0,0 % дітей у віці до 18 років та 9,5 % осіб у віці 65 років та старших.
Цивільне працевлаштоване населення становило 87 осіб. Основні галузі зайнятості: виробництво — 34,5 %, освіта, охорона здоров'я та соціальна допомога — 14,9 %, транспорт — 11,5 %.